# Karl Daiber
Karl Daiber (* 10. Februar 1878 in Waiblingen; † 30. Juni 1956 in Ulm) war ein deutscher Architekt, Kommunalpolitiker der Deutschen Demokratischen Partei und Stadtrat in Ulm.

## Leben
Daiber zog 1898 nach Ulm. Er war anfangs Mitarbeiter im Büro des Architekten Raimund Singer. 1903 eröffnete er sein eigenes Architekturbüro und zog 1904 in das von ihm entworfene Gebäude in der Zinglerstraße 57. Von 1904 bis 1908 führte er ein gemeinsames Büro mit Grotz, ab 1908 war er wieder allein tätig.
Nachdem Karl Daiber bereits von 1925 bis 1933 Stadtrat in Ulm war, übte er nach dem Zweiten Weltkrieg von 1946 bis 1951 für die Demokratische Volkspartei im Ulm wiederholt dieses Amt aus.

## Bauten und Entwürfe
- 1903/1904: Gebäudegruppe Zinglerstraße 55–61 / Furttenbachstraße 14 in Ulm
- 1904: Gebäude Hauffstraße 29/31 in Ulm
- 1905: Gebäude Furttenbachstraße 12 in Ulm
- 1905/1906: Gebäude Eythstraße 15/17, Zollernring 18–22, Basteistraße 52 in Ulm
- 1907: Gebäude Pionierstraße 17/19, Söflinger Straße 134/136 in Ulm
- 1908: Gebäude Karlstraße 99 in Ulm
- 1909: Gebäude Friedenstraße 19–23 in Ulm
- 1910: Gebäude Beyerstraße 48 in Ulm
- 1911: Gebäude Wielandstraße 35 in Ulm
- 1912: Gebäude Winklerstraße 4/6 in Ulm
- 1920: Planung der Wohngebäude an der Moltkestraße und der Sedanstraße in Ulm[4]
- 1928–1930: Steigenberger Haus in Ulm, Marktplatz 7[5]
- 1935: Umbau des Ratskellers in Ulm[6] gemeinsam mit Martin Scheible und Wilhelm Geyer
- 1944–1945: Planerische Überarbeitung der unterirdischen Fertigungsanlage mit Luftschutzstollen in Oberkochen für den Rüstungsbetrieb Fritz Leitz (nur teilweise ausgeführt)[7]